# Abu Dhabi Motor Show
De Abu Dhabi Motor Show is een tweejaarlijkse autosalon die gehouden wordt in Abu Dhabi in de Verenigde Arabische Emiraten. Het wordt georganiseerd door Reed Exhibitions, en gesponsord door bedrijven als Al Hilal Bank en het Yas Marina Circuit. In 2010 waren er meer dan 40 exposanten en 50.000 bezoekers van over de hele wereld.
In de afgelopen jaren trok de show een groot publiek, mede door de nauwe relatie met de Grand Prix Formule 1 van Abu Dhabi, die meer dan 10 duizend bezoekers trekt. Het evenement vindt plaats in het Abu Dhabi National Exhibition Centre (ADNEC), tijdens de eerste paar weken van december.